# Ancistrus nudiceps
Az Ancistrus nudiceps a sugarasúszójú halak (Actinopterygii) osztályának harcsaalakúak (Siluriformes) rendjébe, ezen belül a tepsifejűharcsa-félék (Loricariidae) családjába tartozó faj.

## Előfordulása
Az Ancistrus nudiceps Dél-Amerikában fordul elő. Kizárólag a Takutu folyómedencéhez tartozó Branco folyó felső szakaszán található meg ez az algaevő harcsa. Guyana egyik endemikus hala.

## Megjelenése
Ez a tepsifejűharcsafaj legfeljebb 7,9 centiméter hosszú.

## Életmódja
A trópusi édesvizeket kedveli. Az Ancistrus nudiceps, mint a többi rokona, a víz fenekén él és keresi meg a táplálékát.